# Sandra Whyte
Pour les articles homonymes, voir Whyte.
Sandra Whyte (née le 24 août 1970 à Saugus, dans l'État du Massachusetts aux États-Unis) est une joueuse américaine de hockey sur glace qui évoluait dans la sélection nationale féminine en tant qu'attaquante. 
Avec l'équipe des États-Unis de hockey sur glace féminin, elle est sacrée championne olympique en 1998 à Nagano.

## Statistiques

### En équipe nationale
| Année | Équipe     | Compétition          |   | PJ | B | A | Pts | Pun | +/-               |  | Résultat |
| 1992  | États-Unis | Championnat du monde | 5 | 2  | 2 | 4 | 0   |     | Médaille d'argent |  |          |
| 1994  | États-Unis | Championnat du monde | 5 | 1  | 1 | 2 | 2   | +3  | Médaille d'argent |  |          |
| 1997  | États-Unis | Championnat du monde | 5 | 1  | 5 | 6 | 2   |     | Médaille d'argent |  |          |
| 1998  | États-Unis | Jeux olympiques      | 6 | 2  | 2 | 4 | 0   | +1  | Médaille d'or     |  |          |